# Amphisbaena bilabialatus
Espèce
Synonymes
- Anops bilabialatus Stimson, 1972

Amphisbaena bilabialatus est une espèce d'amphisbènes de la famille des Amphisbaenidae. Il donne naissance par oviparité.

## Répartition
Cette espèce est endémique du Mato Grosso au Brésil. Elle a été découverte à Nova Xavantina.

## Publication originale
- Stimson, 1972 : A new species of Anops from Mato Grosso, Brazil (Reptilia: Amphisbaenia). Bulletin British Museum of Natural History (Zoology), vol. 24, p. 205-212 (texte intégral).